# Riso Kagaku Corporation
Riso Kagaku Corporation, (理想科学工業株式会社), es una compañía multinacional dedicada a la impresión digital fundada en Tokio (Japón) en septiembre de 1946 por Noboru Hayama y que cotiza en la bolsa de Tokio. Actualmente tiene presencia en más de 150 países a través de 24 compañías filiales.
La corporación, cuyo nombre significa Riso = ideal y Kagaku = ciencia, cuenta con 7 fábricas propias y 2 centros de dedicación exclusiva I+D y más de 2000 patentes o diseños.

## Historia
En septiembre de 1946 el fundador Noboru Hayama creó la empresa bajo el nombre Riso-Sha y tres años más tarde, en diciembre de 1958, lanzó al mercado el primer producto, RISO-Graph, una duplicadora o multicopista y evolución del Mimeógrafo.
En enero de 1963 se adoptó Riso Kagaku Corporation como nombre oficial, manteniendo la denomicación hasta la actualidad.

## Fundación Riso para la educación
Riso Kagaku mantiene una fundación, Riso Educational Foundation, de ayuda a la educación desde diciembre de 1984, desde la que dona equipos a entidades educativas del tercer mundo.

## Series de productos

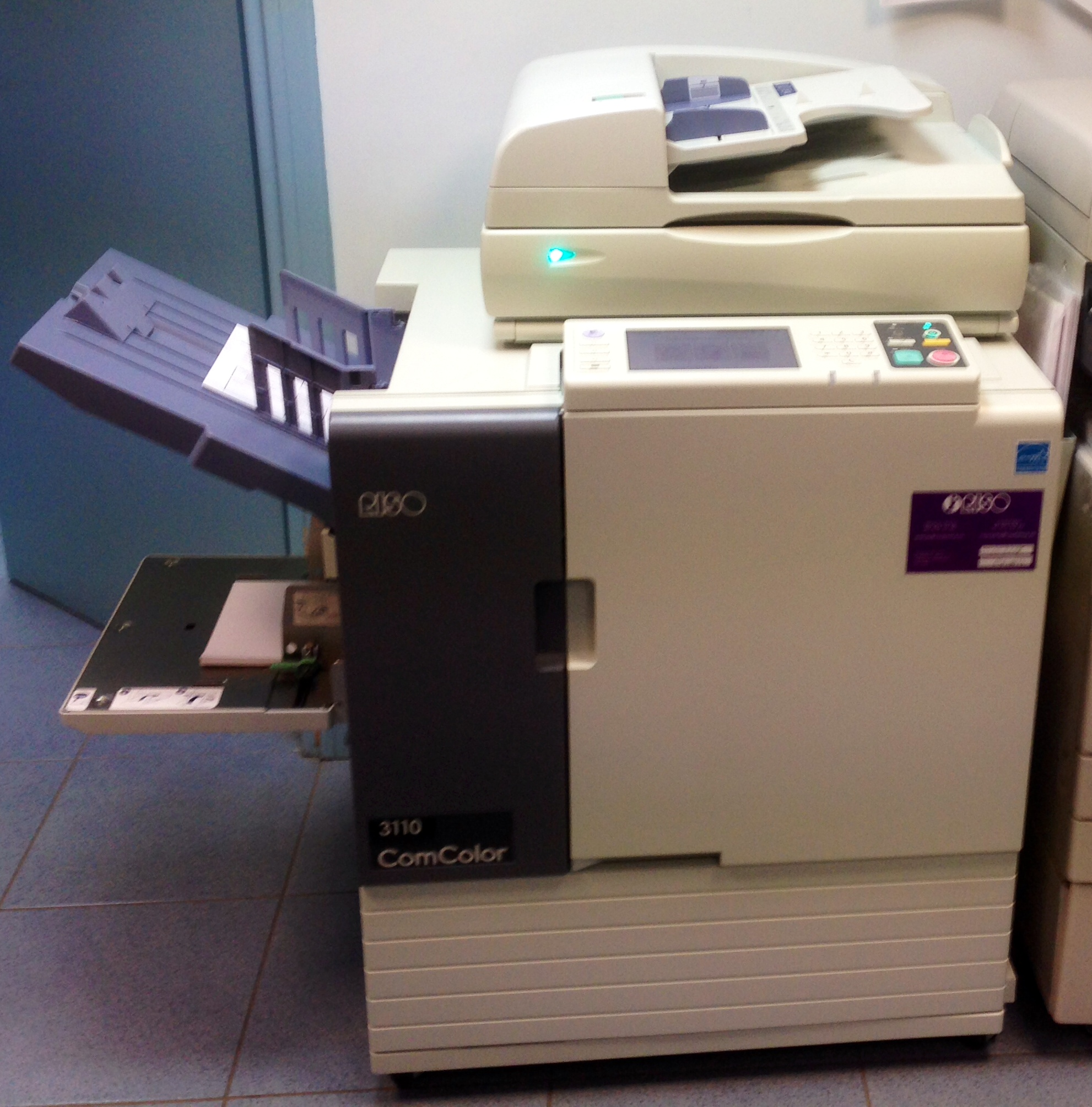
Riso ComColor 3110

Listado de series de productos que actualmente están en uso y/o en producción:
- RisoGraph: Duplicadoras digitales (o también conocidas como multicopistas), producto estandarte de Riso Kagaku y del que es su inventor y en la actualidad el primer fabricante mundial.
- Gocco::[8] Creado en 1997 por Noboru Hayama,[9] se trata de un producto que actualmente se puede encontrar en la mayoría de hogares japoneses. En mayo de 2008 se anunció que la fabricación quedaba discontinuada.[10]
- Serie HC: Impresoras multifuncionales de alta velocidad por inyección de tinta. Existieron 2 series, la HC5000 y la HC5500.[11]
- ComColor:[10] Evolución natural de la serie HC. Existen dos generaciones con varios modelos en cada una de ellas.
- GoccoPro:[12] Impresora digital de pantallas para serigrafía. Se trata de la evolución del Gocco orientada al sector profesional.